# Nicola Coleti
Nicola Coleti, né à Venise en 1681 et mort dans la même ville en février 1765 est un prêtre, imprimeur, libraire et historien italien.

## Biographie
Né à Venise, en 1681, d’un père qui porte le même prénom, Nicola Coleti est d’abord élève, et ensuite prêtre de l’alors cathédrale St-Moïse et s’applique aux études de l’histoire et des antiquités ecclésiastiques. Ayant confié à son frère Ferdinand la direction de la librairie et de l’imprimerie qu’il a créées à Venise, il donne une nouvelle édition corrigée et augmentée de l’Italia sacra de Ferdinando Ughelli. Il fait une récolte des histoires sacrées et profanes des villes et autres lieux d’Italie et des pays d’outre-mer ayant dépendu de la république de Venise.
Giovanni Antonio Coleti, l’un de ses neveux imprime un catalogue raisonné de cette collection  d’ouvrages qui s’agrandit par les soins de ses neveux, fils de son frère Ferdinand, qui la portent jusqu’à près de 5 000 volumes. Cette collection comprend les histoires particulières des villes d’Italie.
Nicola Coleti s’applique à l’étude et maintient une correspondance avec les savants de son époque. À plus de soixante-dix ans il écrit les Monumenta ecclesiæ Venetæ S. Moysis, qu’il accompagne de deux dissertations latines ; l’une sur St. Victor (S. Vittore), premier titulaire de cette église, l’autre sur les vicaires (vicarj) qui, depuis les temps anciens, possédaient la cure (godevano i pievani) de St-Barthélemy.
La Série des évêques de Crémone, qu’on lui attribue n’est point de lui, mais du père Francesco Antonio Zaccaria, jésuite.
Nicola Coleti mort en 1765, à l’âge de 85 ans est enterré dans l’église de St-Moïse.